# Saint-Pierre-de-Nogaret
Saint-Pierre-de-Nogaret – miejscowość i gmina we Francji, w regionie Oksytania, w departamencie Lozère. W 2013 roku populacja gminy wynosiła 180 mieszkańców. Przez teren gminy przepływa rzeka Lot. 